# Hipócrates de Siracusa
Hipócrates (Hippocrates, Ἱπποκράτης) fue un militar cartaginés y tirano de Siracusa, del siglo III a. C., cuyo padre era griego y nacido en Siracusa.

## Vida
Desterrado su padre de Siracusa por Agatocles, se marchó con su mujer e hijo a la tierra de ésta, Cartago, donde el niño fue educado junto con su hermano Epícides de Siracusa. 
Sirvió con el ejército de Aníbal en Hispania e Italia junto con su hermano y se distinguió en estas campañas.
Después de la batalla de Cannas, Hierónimo de Siracusa, envió embajadores a Aníbal y éste seleccionó a los dos hermanos para tratar con los siracusanos y les envió a la capital siciliana (215 a. C.).
Hipócrates y Epícides convencieron a Siracusa de abandonar el campo romano, pero el asesinato de Hierónimo poco después (214 a. C.) y la revolución que se desató a continuación, dio al traste con sus planes. Pidieron a las nuevas autoridades un salvoconducto pero al cabo de poco, debido de a los acontecimientos que se produjeron, consiguieron ser elegidos generales en lugar de Adranodoro de Siracusa y Temisto. 
Cuando los partidarios de Roma (que ahora tenían el apoyo de Adranodoros) consiguieron el triunfo, Epícides se reunió con su hermano Hipócrates en Leontinos, pero esta ciudad fue ocupada rápidamente por Marcelo y los dos hermanos huyeron a Erbesos.
Las crueldades de los romanos envalentonaron a los siracusanos y a los mercenarios extranjeros al servicio de Siracusa, e Hipócrates y Epícides, que estaban a Erbesos, se aprovecharon de la situación y cuando los mercenarios fueron enviados a buscarlos, los convencieron y se amotinaron y pasaron a su lado; después volvieron a Siracusa como sus tiranos, apoderándose de la ciudad sin mucha resistencia (213 a. C.) y fueron nombrados generales. Adranodoros no tardó en ser asesinado.
Marcelo fue a asediar Siracusa, que los dos hermanos defendieron con energía, y obligaron a los romanos a retirarse. Epícides quedó como jefe de Siracusa e Hipócrates pasó a combatir a otros lugares de Sicilia. Hipócrates fue enviado con una fuerza a Agrigento para cooperar con Himilcón que había desembarcado en Heraclea Minoa.
Los romanos, sin embargo sorprendieron Epípolas, la llave de Siracusa, de la que se apoderaron. Epícides siguió resistiendo intentando coordinarse con Hipócrates y con las fuerzas del general Himilcón. Hipócrates derrotó a Marcelo en Acras y se reunió con Himilcón en Agrigento y participó con este general en las operaciones militares en el interior de Sicilia. Marcelo se apoderó de casi toda la ciudad de Siracusa menos de Acradina y Ortigia, e Hipócrates e Himilcón intentaron un ataque para salvar la ciudad, pero fueron rechazados y al acampar en la zona pantanosa del río Anapo, se declaró una epidemia de peste de la que murieron Himilcón e Hipócrates. Epícides resistió un poco más y después se retiró a Agrigento donde permaneció hasta el 210 a. C.
| Predecesor: Adranodoro | Tirano de Siracusa Junto con su hermano Epícides 213 a. C. - 212 a. C. | Sucesor: Ninguno conquista romana |